# Boog van Titus (Circus Maximus)
De Boog van Titus was een triomfboog ter ere van de overwinning van keizer Titus in de Joodse Oorlog.
Deze triomfboog mag niet worden verward met de ereboog voor Titus bij het Forum Romanum.
De in 81 opgerichte triomfboog stond in de oostelijke bocht van het Circus Maximus, tegenover de Joodse stadswijk voor de Porta Capena. Het kwam waarschijnlijk in de plaats van een andere triomfboog die keizer Nero daar had laten bouwen. Deze keizer werd door een groot deel van de Romeinse bevolking gehaat en Titus en zijn vader Vespasianus probeerden overal in de stad de herinnering aan Nero uit te wissen.
Het monument kan worden gereconstrueerd omdat het is afgebeeld op het zuidelijke reliëf in de ereboog van Titus bij het Forum Romanum en omdat een achtste-eeuwse pelgrim, de zogeheten Anonymus van Einsiedeln, de inscriptie citeert. Ze luidt:

"Senaat en volk van Rome aan hun princeps, Imperator Titus Caesar Vespasianus Augustus, zoon van de vergoddelijkte Vespasianus, opperpriester, in het tiende jaar van zijn bevoegdheid als volkstribuun, zeventienmaal tot Imperator uitgeroepen, achtmaal consul, vader des vaderlands, omdat hij op bevel van zijn vader, met diens adviezen en onder diens auspiciën, het Joodse volk onderwierp en de stad Jeruzalem verwoestte, wat alle leiders, koningen en volken voor hem óf vergeefs hadden geprobeerd óf geheel onbeproefd hadden gelaten."

De boog had drie doorgangen. Hij was 17 meter breed, 15 meter diep en werd aan de voorzijde gesierd door vier vrijstaande zuilen van ongeveer 10 meter hoog. Op het dak van de boog stond een bronzen vierspan met paarden.
In 2015 zijn bij opgravingen in het Circus Maximus enkele restanten van de boog teruggevonden. Het travertijnen plaveisel werd blootgelegd en de voeten van een aantal zuilen zijn opgegraven.